# Giống ngựa

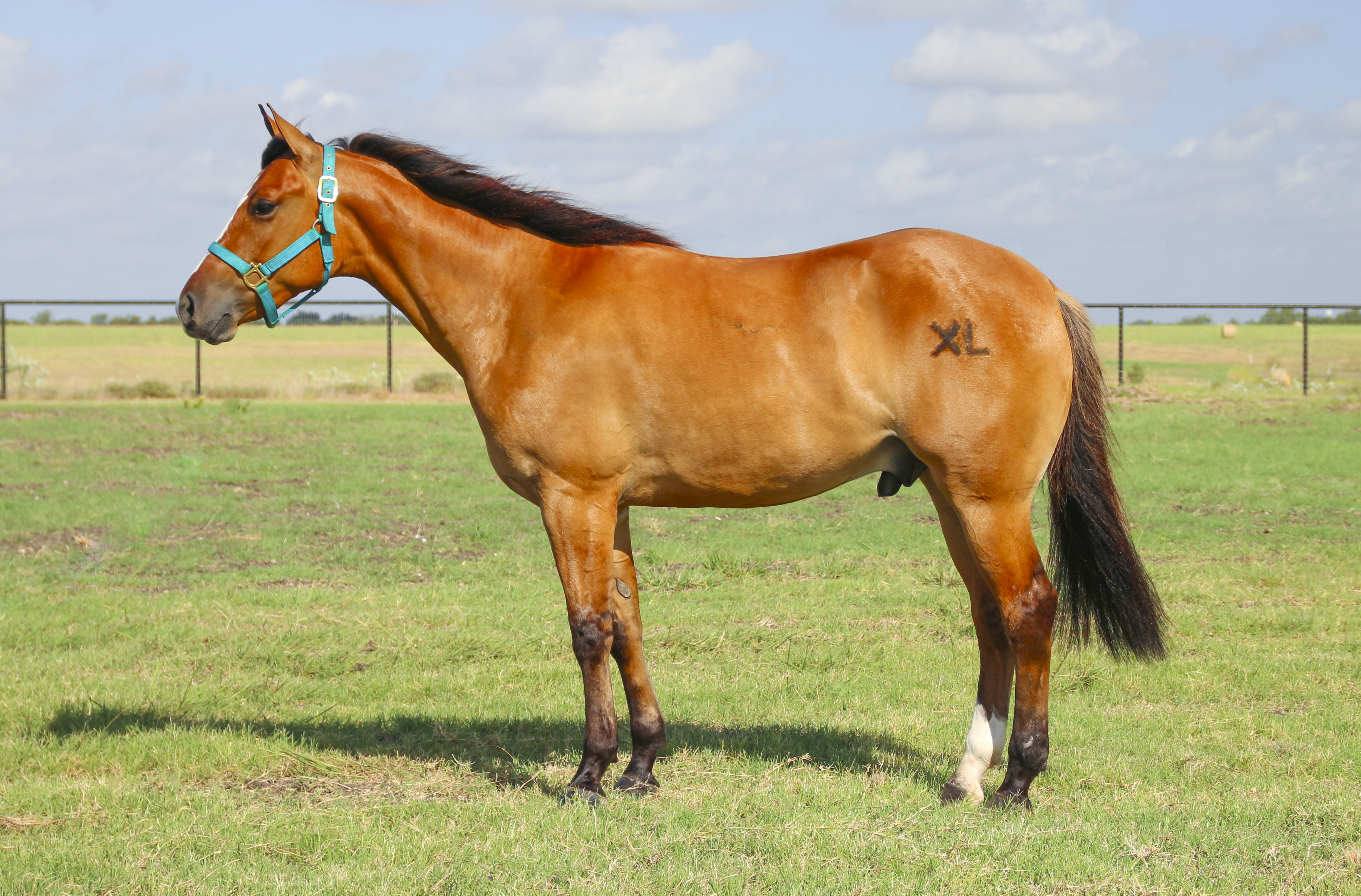
Một giống ngựa Mỹ, Ngựa Quarter

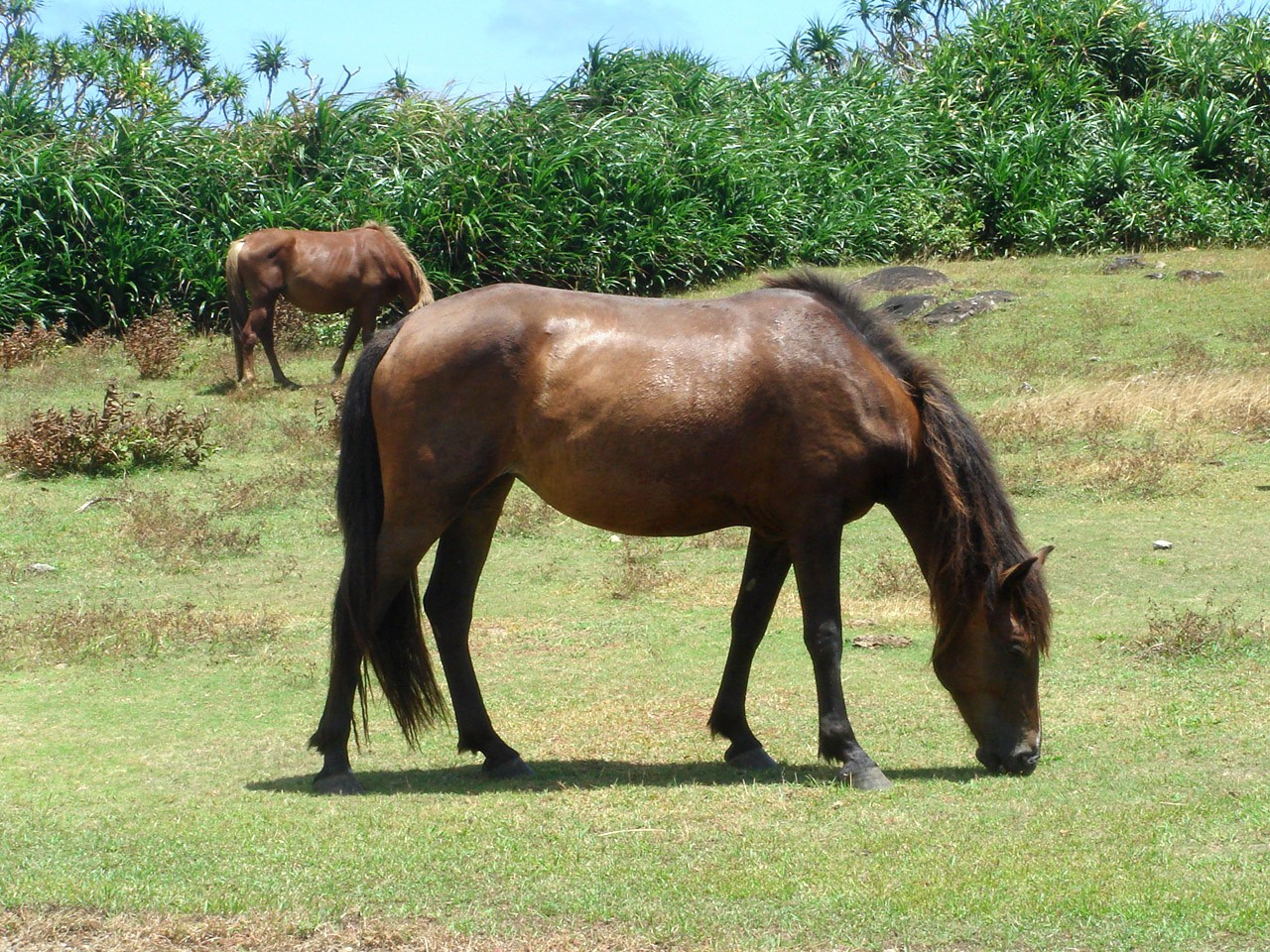
Một con ngựa giống Yonaguniuma từ đảo Yonaguni của Nhật Bản

Giống ngựa là những giống vật nuôi khác nhau của loài ngựa được chọn giống, lai tạo và phát triển. Hiện nay trên thế giới có hơn 100 giống ngựa nổi tiếng và được công nhận, người ta đã gây được khoảng hơn 100 giống ngựa, chúng được phân biệt qua hình dáng, kích thước và tính khí. Có những loại được pha giống để cố tình tạo ra những đặc điểm mà người ta muốn như để đua, để làm việc đồng áng, để chăn cừu hay bò, để kéo xe, để cầy bừa. Có những giống bị pha tạp bởi ngẫu nhiên ở cùng trong vùng, chung đụng nên pha trộn giống với nhau.

## Tổng quan
Loài ngựa có thể phân ra làm ba loại: ngựa chạy nhanh, ngựa làm việc và loại ngựa nhỏ. Ngựa chạy nhanh được cấy giống ở miền nam nước Mỹ, trong khi đó loại ngựa làm việc được cấy giống ở miền bắc nước Mỹ. Loại ngựa nhỏ có lẽ được cấy giống từ miền nam nước Mỹ. Nhiều loại ngựa chạy nhanh đều là dòng giống con cháu của loài ngựa Ả rập. Ngựa làm việc được các chàng hiệp sĩ với áo giáp nặng nề thời Trung Cổ ưu ái dùng để cưỡi khi lâm chiến. Sau này chúng được dùng làm những cộng việc nặng nề của đồng áng như cầy bừa, kéo xe và những công việc nặng nhọc khác.
Vào khoảng thế kỷ 19, ngựa làm việc thay thế loài bò ở Bắc Âu và Bắc Mỹ Châu. Ngựa cưỡi (riding horse) cao từ 142 cm đến 157 cm, nặng từ 350 kg đến 600 kg. Ngựa kéo (draft horse) khỏe to lớn hơn, cao 163–183 cm, nặng 700–1000 kg. Loài ngựa cưỡi thường lớn hơn, bắt đầu vào khoảng 15,2 hands (62 inches-157 cm) thông thường cao khoảng 17 hands (68 inch, 173 cm), trọng lượng 500–600 kg (1.100 đến 1.300 lb) hoặc khoảng bình thường cao ít nhất 16 hands (64 inch-163 cm) và có thể cao đến 18 hands (72 inch-183 cm) nó có thể nặng từ khoảng 700 đến 1.000 kg (1.500 đến 2.200 pounds).
Những loại ngựa thấp hơn 1.45 mét được xếp vào loại ngựa nhỏ, có con cao khoảng 0.65 mét. Hầu hết ngựa nhỏ thuộc giống Celtic. Bù cho thể xác nhỏ nhoi của mình, loại ngựa này có tiếng là thông minh và khôn lanh. Mặc dù nhỏ bé hơn nhưng các con ngựa thuộc giống ngựa lùn lại khỏe hơn các con ngựa thông thường. Các cá thể thuộc giống ngựa lùn chỉ đòi hỏi một nửa lượng thức ăn một con ngựa bình thường tiêu thụ nếu chúng có cùng trọng lượng. Khác với trâu, bò, việc chăn nuôi ngựa, nhất là ngựa giống có yêu cầu cao hơn rất nhiều. Khi nuôi ngựa, người chăn nuôi cũng cần hiểu biết một số đặc điểm chủ yếu các giống ngựa nội, ngựa lai, ngựa nhập nội để chọn lựa loại giống nuôi phù hợp.
Các nòi ngựa khác nhau thường được những người gây giống chia làm ba loại. Ngựa được phân loại "ngựa máu nóng" (hot-bloods), "ngựa máu lạnh" (cold-bloods), "ngựa máu ấm" (warm-bloods), không phải dựa trên thân nhiệt, mà dựa trên tính khí và năng lượng của ngựa.
- Loại thứ nhất là "máu nóng" hoặc thuần chủng - đó là các nòi Arập và Thoroughbred. Các nòi ngựa này có nhiệt độ máu cũng như các nòi khác, tức là máu của chúng chẳng hề "nóng" hơn các nòi khác. Sở dĩ chúng được đặt tên như vậy vì tính khí mạnh mẽ và vì chúng có gốc gác từ các nòi Arập và Barb ở các xứ nóng Bắc Phi và Arập. "Ngựa máu nóng" gồm các dòng ngựa phương đông như ngựa Á Rập (Arabian horse), Akhal-Teke (ở Turkmenistan), Barb (ở Bắc Phi), ngựa Thoroughbred (tuyển từ ngựa phương đông) của Anh. Ngựa máu nóng dễ dạy, can trường, tính khí tốt, khôn, chạy nhanh và linh động. Thân thể cân xứng, mỏng da, và chân dài. Ngựa này huấn luyện để chạy đua và dung trong kỵ binh.
- Loại thứ hai là "máu lạnh", cũng không phải vì chúng có máu lạnh mà vì chúng là ngựa kéo to con, nặng cân, điềm đạm từ các xứ phương bắc khí hậu lạnh. "Ngựa máu lạnh" là các dòng ngựa có cơ bắp, có sức mạnh, tính nết hiền lành, thích hợp việc kéo xe hay kéo cày. Dòng ngựa Shire, nổi tiếng mạnh, tuy chậm, dùng cày đồng đất sét.
- Loại thứ ba là "máu ấm" hoặc "nòi lai", chúng là ngựa lai giữa các nòi máu nóng và máu lạnh. Chính nhóm này cung cấp các chú ngựa thể thao hiện đại nhất, trừ ngựa đua hầu như bao giờ cũng thuộc nòi Thoroughbred. Nguồn gốc tổ tiên của nòi Thoroughbred có thể qui tụ vào ba con ngựa giống nổi tiếng: Byerly Turk (khoảng năm 1689), Darley Arabian (khoảng năm 1705) và Godolphin Arabian (khoảng năm 1728). "Ngựa máu ấm" là các dòng ngựa cưỡi (riding horse), như Trakehner hay Hanoverian, do lai tạo giữa ngựa chiến với ngựa Á Rập hay Thoroughbreds. Ngựa có thân hình cân xứng, mảnh dẻ, lớn con, tính hiền hòa. Để tạo ngựa cưỡi nhỏ con hơn, thường dùng ngựa Pony.

Người ta cũng xếp vào bốn nhóm chính:
- Ngựa nhẹ (Light Horses). Giống ngựa có xương nhỏ, chân mỏng và trọng lượng ít hơn 1300 pounds, ví dụ như loài Ngựa Thuần Chủng Thoroughbreds, Quarter Horses, ngựa Morgans, Arabians, Saddlebreds và Tennessee Walkers. Giống "Light horses" thường có khoảng chiều cao từ 14 đến 16 hands (cách đo theo bàn tay) tương đương (56-64 inch - 142–163 cm) nặng khoảng 380–550 kg (840 đến 1.200 lb).
- Ngựa năng (Heavy Horses). Loài này có thể nặng trên 2000 pounds, rất mạnh, xương lớn, chân to mạnh mẽ các loài tương tự như: Percherons, Clydesdale, Shire, Belgian và Suffolk horses.
- Ngựa lùn (Ponies). Loài này thông thường chiều ngang không quá 58 inches, cao khoảng 14,2 gang tay các loài tương tự như: Shetland, Haflinger, Caspian, Fell, Fjord và Chincoteague ponies. Cũng thuộc loài ngựa, nhưng pony là loài ngựa tí hon, thấp hơn 147 cm (< 14.2 hands), có hình dạng khác hơn ngựa thường (chân ngắn, phần bụng giữa chân trước và chân sau khá dài, cỗ ngắn và thô, đầu ngắn, trán rộng), tính tình hiền hậu, thông minh. Ngựa Shetland Pony chỉ cao 102 cm.
- Ngựa hoang (Feral Horses). Loài này có hai loại hoang dã và bán hoang dã ví dụ như ngựa Mustang là điển hình cho giống ngựa thả rông

Dựa vào nước chạy có ngựa tế (chạy đua nước lớn), ngựa kiệu (chạy lúp xúp), ngựa sải (nhảy theo sải), dựa vào sức khỏe có ngựa bền (chạy dai sức), ngựa bở (chạy yếu sức), ngựa nục (mập béo), ngựa lao (đau ốm mất sức). Dựa vào tính chất công việc phục vụ có ngựa Ký, ngựa Kỳ (dùng cho chiến trận), ngựa Nô (dùng cho vận tải), ngựa Đài (dùng cho thông tin liên lạc, phục vụ sản xuất)… Căn cứ vào đặc điểm, công việc, người ta lại chia ra: ngựa hoang, ngựa rừng, ngựa nhà, ngựa đua, ngựa kéo, ngựa cày…

## Chọn ngựa
Về ngựa chiến, theo tiêu chuẩn xưa đó phải là giống ngựa quý, thuần chủng, có bốn nước đại và ba đợt nhảy cao, chín đức tính tốt. Những ngựa chiến giỏi gồm: ngựa Thố (Thỏ), ngựa Câu (Ngựa Tơ), ngựa Kỳ (hay), ngựa Ký (Bền), ngựa Đề (Móng Thú), ngựa Tuấn (Đẹp), ngựa Lạc (Vui), ngựa Bảo (Quí), ngựa Phiêu (Béo). Những chiến mã nổi tiếng trong lịch sử thường là một trong các loại trên (còn được gọi là thần mã) như ngựa Bạch Long Câu, Xích Kỳ, Hồng Lư, Thiên Mã (của nhà Tây Sơn).

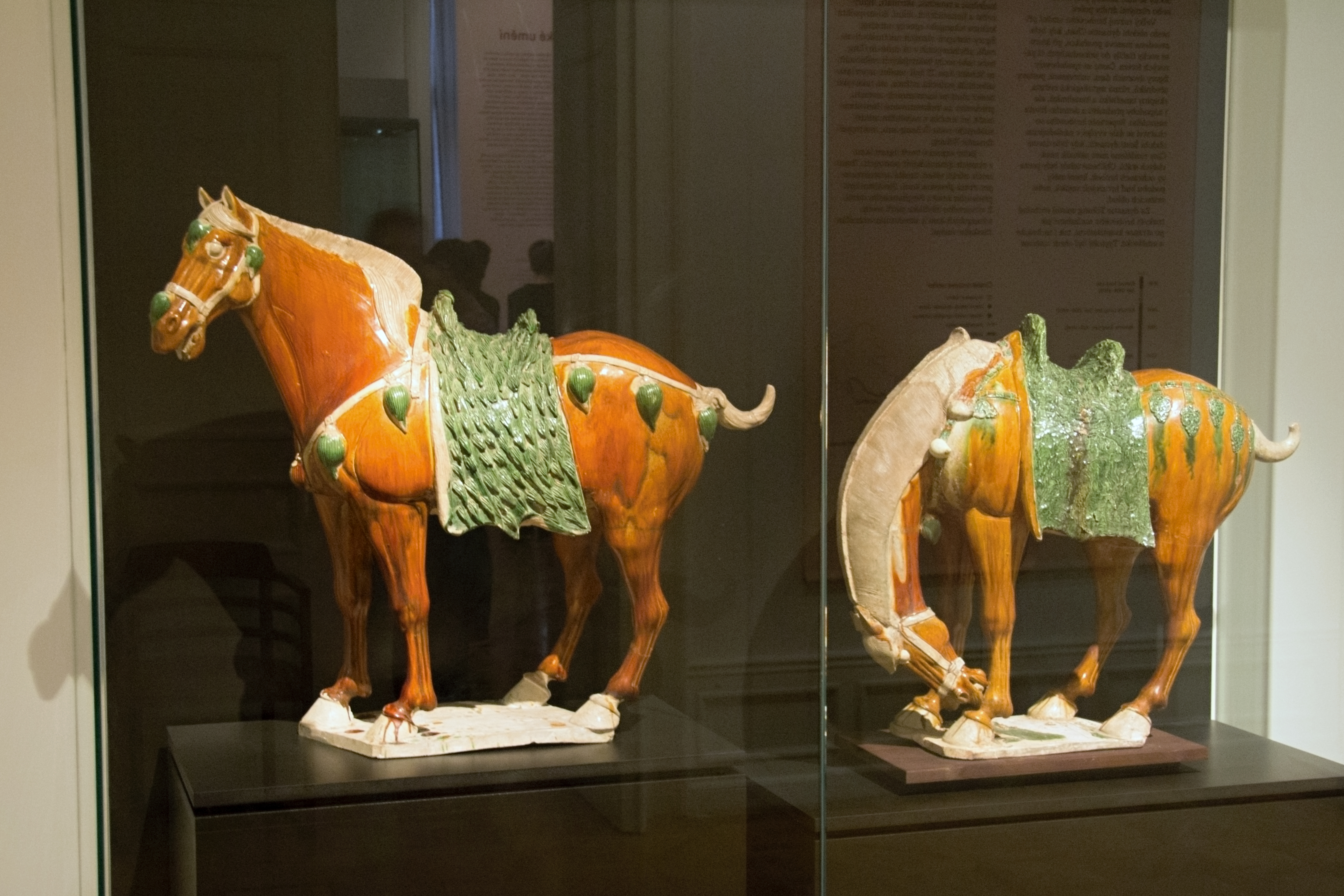
Tượng ngựa Đại Uyển thời Đường, đầu thế kỷ thứ 8

Đối với ngựa đua, phải là ngựa đực, khỏe, chạy nhanh, có dáng hình cao ráo, gân to, thịt săn chắc, chân thẳng và thon chắc, móng chụm, ngực nở, cổ vạm vỡ, khoáy không quá cao, răng trắng đều, bờm dày, lông đều và không được có nhiều màu sắc, sờ vào mượt như lụa. Những con ngựa còn lại, đặc biệt là ngựa lười nhác hay ngựa lai chỉ được dùng cho vận tải, liên lạc, cày bừa nông ngiệp và các công việc khác, những con ngựa đua không nên chọn là mặt béo, mắt sáng nhưng mí mắt quá dày, bờm dày, độ dốc móng thấp.
Những giống ngựa trận được các tướng soái thủa xưa quí chuộng vẫn thường là giống ngựa gọi là Thiên-Lý-Mã (Ngựa chạy ngàn dặm), như giống ngựa "Huyết Hãn Mã" Akhal-Téké, hay giống ngựa gọi là "Thiên Mã" như ngựa Jaf Ba Tư và ngựa thuần chủng Ả-Rập, nhập cảng từ các nước Trung Đông (Ferghana, Turkménistan, Kurdistan, Ba Tư, A Phú Hãn) theo con đường buôn tơ lụa. Bảo mã thuần chủng Trung Đông mà Viễn Đông gọi là Thiên Mã được chọn theo 12 đức tính như sau: Ba Thứ Dài, Ba Thứ Ngắn, Ba Thứ Rộng và Ba Thứ Thanh.
- Ba Thứ Dài: Cổ dài-Tai dài-Chân trước dài.
- Ba Thứ Ngắn: Lưng Ngắn-Xương Đuôi Ngắn-Chân sau Ngắn.
- Ba Thứ Rộng: Trán Rộng-Ngực Rộng-Mông Đùi Rộng.
- Ba Thứ Thanh là: Da Thanh-Mắt Thanh-Móng Thanh.

Ngoài 12 đức tính nói trên, Bảo Mã đó còn phải có được thêm một Bâu Kiều cao và hai Hông sườn không có thịt. Hơn nữa, việc lựa chọn Ngựa tại nước Việt để huấn luyện thành Chiến Mã còn tùy thuộc vào những điều kiện khó khăn. Người ta không chọn các loại Ngựa Tía Lang Lô (Ngựa Tía có Dương-Vật sắc lang trắng) và loại Ngựa Ô Bướm Trán (Ngựa Ô có đốm lông sắc trắng trước trán).
Người ta không chọn những loại xoáy như: Xoáy O (Làm Quan mất chức, Nhọc lo đêm ngày); Xoáy Sầu Bi; Xoáy vành Tai; Xoáy Dạng Đôi; Xoáy Đau Bụng; Xoáy Đầu Âm; Xoáy Đùi (Hậu Xoáy Kiếm theo quan niệm là Hậu Kiếm tan-hoang cửa nhà); Xoáy Hoang-Tông (Ngựa có Xoáy Hoang-Tông như Mái Nhà Không Đòn Dông). Chọn loại Ngựa có « Bốn Xoáy Ống » (gọi là Tứ Trụ) và có các xoáy như: Một Xoáy Mặt; Hai Xoáy Gióng; Cặp Xoáy Minh Đường; Cặp Xoáy Dạng; Cặp Xoáy Dang. Cuối cùng, người ta tìm chọn loại Ngựa có những mang tính quý như: Tiền Xoáy Kiếm ("Tiền Kiếm thì sang, Hậu Kiếm tan hoang cửa nhà"); Xoáy Song-Quan; Cặp Xoáy Bá Đâng; Cặp Xoáy Mặt.

## Màu sắc
Ngựa có màu lông rất đa dạng, qua quá trình chọn lọc nhân tạo của con người tạo nên đa dạng sắc lông theo từng tên của giống ngựa. Trong khi rất nhiều loài động vật hoang dã có màu lông tương đối giống nhau (đồng nhất), nhưng động vật nuôi, chẳng hạn như ngựa lại có rất nhiều kiểu màu lông. Điều này phần lớn là do khác biệt trong chọn lọc động vật hoang dã khác với quần thể giống nuôi nhốt. Toàn thân ngựa được phủ một lớp lông ngắn, mịn nhưng lông phía trên cổ (bờm), sau gót chân và đuôi thì rất dài, hơi xù. Phần lớn các loài ngựa chỉ mang một màu lông, dù gam sắc đa dạng: ngựa trắng, ngựa hồng, ngựa vàng, ngựa xám, ngựa nâu, ngựa đen. Một số ít loài có 2-4 màu lông (ngựa khoang hay ngựa lang) thậm chí là nhiều màu lông (ngũ sắc).
Theo cách phân chia của phương Tây: Màu sắc con ngựa thường được xác định bởi các màu sau như: Màu Bay hay màu be (màu nâu đỏ sáng đến màu nâu tối), màu nâu thường (Brown), màu hạt dẻ/Chestnut (màu đỏ không có màu đen), màu gan/Liver (màu nâu rất tối), Sorrel (màu đỏ, giống màu sắc của một đồng xu mới), màu xám (lông đen và trắng hoặc màu trắng hỗn hợp), màu muối tiêu (Salt và Pepper) hoặc màu xám thép/"steel" gray (lông trắng và đen đều trộn lẫn trên hầu hết trên cơ thể), Dapple gray (màu tối đậm xen với màu xám nhẹ), Fleabitten gray (màu đỏ lấm tấm khắp lông), đốm hồng/Rose gray (màu xám với một màu hơi đỏ hoặc màu hồng nhạt pha với nhau).
Theo cách phân chia của phương Đông: Ngựa mà tuyền màu trắng gọi là ngựa bạch (lông toàn màu trắng), lông trắng có chen một ít đen gọi là ngựạ kim (lông màu trắng mốc), lông đen tuyền gọi là ngựa ô, đen pha tí chút đỏ gọi là ngựa khứu, đen pha nhiều đỏ gọi là ngựa hởi, đen pha đỏ tươi là ngựa vang, lông màu đen pha đỏ đậm là ngựa hồng, trắng đen pha chút đỏ là ngựa đạm, lông tím đỏ pha đen thì gọi là ngựa tía, trắng sọc đen là ngựa vằn, ngoài ra còn có ngựa xám, ngựa đỏ, ngựa bích. Màu sắc lông ngựa được ghi lại trong sách Trung Quốc có 20 loại ngựa trên cơ sở sắc màu của chúng. Ở Việt Nam một số quan niệm phân định 14 loại sắc lông ngựa gồm: Ngựa Hạc; Ngựa Hởi; Ngựa Kim; Ngựa Ô; Ngựa Hồng; Ngựa Tía; Ngựa Đạm; Ngựa Khứu; Ngựa Chuy; Ngựa Séo; Ngựa Bích; Ngựa Qua; Ngựa Phiếu; Ngựa Thông.
- Ngựa xám là loại da đen, có lông trắng pha đen, như con ngựa lùn Connemara từ Ailen.
- Ngựa đốm xám xuất hiện khi các lông xám sẫm tạo thành các vòng đốm trên nền xám nhạt hơn, như ở con ngựa Orlov Trotter này từ nước Nga (ngựa nước kiệu Orlov).
- Ngựa Palomino (tên chỉ màu, không phải chỉ nòi) có màu lông vàng, bờm và đuôi trắng, như ở con ngựa lùn Haflinger này từ nước Áo.
- Ngựa hạt dẻ có màu nâu đỏ, với các mức độ đậm nhạt khác nhau, như ở con French Trotter này từ xứ Nóocmăngđi, Pháp (ngựa nước kiệu Pháp).
- Ngựa hồng lông đỏ hồng, bờm và đuôi đen và các "điểm" đen khác (tai, cẳng chân, mõm) như con ngựa hồng Cleveland này từ nước Anh.
- Ngựa nâu có lớp lông nâu pha đen, bờm, đuôi và cẳng chân nâu, như ở con ngựa Nonius này từ Hungari.
- Nòi Arập là một nòi ngựa quý tộc với cái đầu trang nhã, các chi mảnh mai, đuôi vểnh cao và tính khí hung hăng. Nòi ngựa này được chăm nuôi cẩn thận, được giữ gìn nòi giống suốt hàng ngàn năm ở các nước ban đầu tại vùng Bắc Phi và Arập. Ngựa thuần chủng Arập bốn tuổi, màu hồng pha gụ Lớp lông phủ nhiều màu
- Nòi ngựa Bắc Phi (Barb) và bộ tộc Berber: Nòi Barb chỉ nhường cho nòi Arập vị trí nòi ngựa đầu tiên trên thế giới, từ lâu đã được bộ tộc Berber ở Bắc Phi cưỡi.

## Một số giống

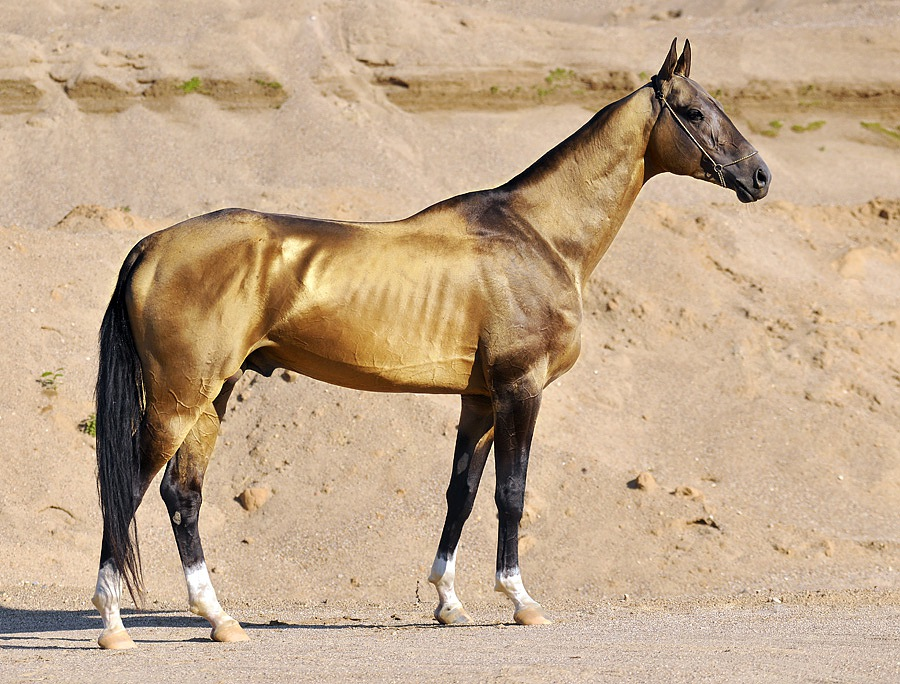
Ngựa Akhal-Teke

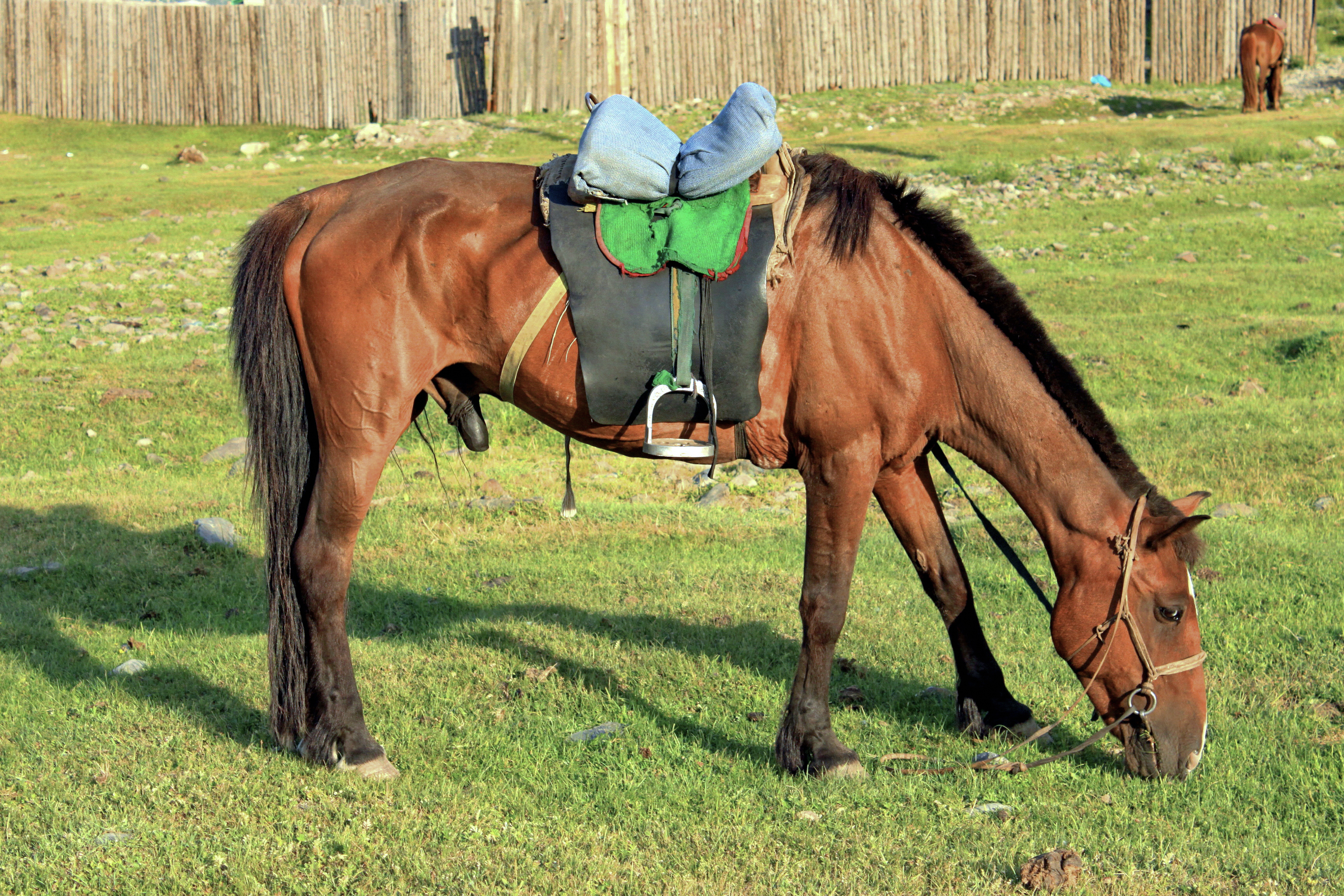
Một con ngựa Mông Cổ

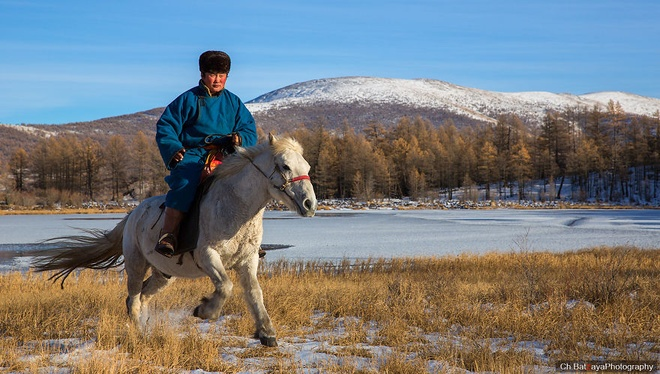
Ngựa Mông Cổ

- Ngựa Mông Cổ (tiếng Mông Cổ: Адуу, aduu: có nghĩa là con ngựa) là giống ngựa bản địa của Mông Cổ. Giống ngựa này hầu như không hề thay đổi kể từ thời kỳ Thành Cát Tư Hãn. Là giống ngựa chiến nổi tiếng sinh ra trên các vùng thảo nguyên Gobi thời đế quốc Nguyên Mông thế kỷ VII - XIII. Ngựa Mông Cổ có tầm vóc trung bình, cao 1,4m, màu nâu đỏ hoặc nâu sẫm, tốc độ chạy từ 30–40 km/h. Giống ngựa này rất dai sức, có thể phi nước kiệu trong 10 giờ liền nên từ xưa ngựa Mông Cổ đã được mệnh danh là "thiên lý mã"[5].
- Ngựa Ả rập: Là giống ngựa có hình dáng khá đặc biệt, với phần đầu và đuôi khá cao. Đây là một trong những giống ngựa dễ dàng nhận biết nhất trên thế giới, và là một trong những giống ngựa lâu đời nhất, nổi tiếng với tốc độ, tinh tế, độ bền, và khung xương mạnh mẽ, hầu như không nhận ra được chỗ tiếp giáp giữa đầu và cổ của loại ngựa quý này, nó cũng vượt trội về vẻ đẹp quý tộc. Ngựa có hình vóc thon lẳn, chạy nhanh không kém ngựa Mông Cổ. Giống ngựa này có thể chạy liền mạch 160 km mà không cần nghỉ[6].
- Ngựa Cabardin hay Ngựa Cacbacđin là giống ngựa nuôi phổ biến ở vùng cao nguyên Capcadơ và Zacapcadơ Hermes Replica Handbags (Liên Xô cũ) nên thích ứng với điều kiện sống, làm việc ở miền núi Việt Nam. Là nòi ngựa có tầm vóc dáng cao 1,4 - 1,5m, nặng 350 – 400 kg, là giống ngựa chuyên dùng làm ngựa chiến, ngựa đua và dùng để thồ kéo. Ngựa Cabacđin có khả năng chạy đường núi hiểm trở, khó khăn. Nổi tiếng nhất là các cuộc đua chạy quanh núi Capcadơ có vượt qua đèo trên hành trình 3000 km ngựa chạy hết 47 ngày đêm, trung bình 64 km/ngày. Trường hợp cá biệt ngựa có thể chạy 120–130 km/ngày.
- Ngựa nội, giống ngựa nội địa ở Việt Nam. Ngựa nội được phổ biến ở các vùng đồi núi trung du phía Bắc Việt Nam. Ngựa Việt thường là loại kiêm dụng, dùng vào việc thồ, kéo, cưỡi đặc biệt thường được dùng cho việc thồ hàng. Ngựa nội có tầm vóc và vóc dáng thấp nhỏ, chúng chỉ cao chừng 1,5m, bề cao vai khoảng 1,2m, ngựa trưởng thành có trọng lượng 150–170 kg. Ngựa Việt có kết cấu chưa cân đối như đầu hơi to, cổ hơi nằm ngang, ngực hơi lép, lưng hơi võng, bụng to, phình ra, đùi chưa phát triển, chân nhỏ, thế dứng của 2 chân chưa tốt nhất là chân sau. Chạy nhanh cũng chỉ khoảng 25–28 km/giờ, kém xa so với tốc độ ngựa đua trên thế giới.
- Ngựa Thuần Chủng là một giống ngựa đua được lai tạo ở Anh chuyên dành cho việc đua ngựa. Cần lưu ý rằng đây là tên của một chủng loại ngựa nổi tiếng nhất thế giới hiện nay mà không phải thuần chủng theo nghĩa đơn giản là bất cứ chủng loài ngựa thuần khiết, trong tiếng Anh giống ngựa này có tên là Thoroughbred và trong tiếng Việt viết là Ngựa Thuần Chủng và phải viết hoa chứ không phải là ngựa thuần chủng.
- Ngựa Appaloosa: Gây giống bởi Nez Percé ở Idaho, Hoa Kỳ, từ một con ngựa Á Châu nổi tiếng ở Âu Châu trong thời kỳ Trung Cổ. Loại ngựa này được khám phá năm 1805 với Nez Percé là chủ. Phần trước của loại ngựa này thường là một màu nhưng hay có những điểm tròn màu sậm ở đùi và mông. Nổi tiếng thông minh, nhanh và bền bỉ. Thường được dùng trong các buổi trình diễn. Có khoảng 1.4 m và nặng khoảng 500 kg.
- Akhal-Teke là một giống ngựa có nguồn gốc từ Turkmenistan nơi chúng được tôn vinh làm biểu tượng quốc gia, một trong những giống ngựa cổ xưa và độc đáo, được đánh giá là giống ngựa đẹp nhất trên thế giới. Loài này nổi tiếng với tốc độ, thông minh, và bộ lông màu ánh kim loại đặc biệt.
- Ngựa Đại Uyển là một giống ngựa ở vùng Trung Á tại vùng Đại Uyển (Ferghana) và được lưu truyền trong sử sách
- Giống ngựa Nisean là thích hợp để làm vật cưỡi cho các kỵ binh Cataphract. Đây là giống ngựa có nguồn gốc từ vùng cao nguyên Nisean (Iran ngày nay), sở hữu kích thước và sức mạnh vượt xa các giống ngựa bình thường.
- Ngựa Shetland là một giống ngựa lùn có nguồn gốc từ quần đảo Shetland phía đông Scotland ngày nay. Ngựa Shetland khá nhỏ bé so với các giống ngựa khác. Mặc dù có kích thước khá nhỏ nhưng chúng lại rất khỏe mạnh. So với các giống ngựa khác cùng kích thước thì Shetland khỏe hơn rất nhiều.
- Ngựa Yakut hay còn gọi đơn giản là Yakut (tiếng Sakha: Саха ата, Sakha ata) là một giống ngựa bản địa của Cộng hòa Sakha (hay Yakutia) ở vùng Tây Bá Lợi Á. Chúng là giống ngựa chịu lạnh giỏi.
- Giống ngựa Falabella: Giống ngựa Falabella của Argentina được xác nhận là giống ngựa nhỏ nhất thế giới. Ngựa Falabella được chăm sóc và phát triển trong thế kỷ 19 ở Argentina bởi bác sĩ thú y, chuyên gia di truyền học Patrick Falabella, nên giống ngựa này đã được đặt tên theo ông.
- Ngựa đồng lầy Tacky (Marsh Tackie): Còn gọi bằng cái tên Carolina Marsh Tackies, giống ngựa hoang dã này thường có màu nâu xám đặc trưng và thân hình nhỏ gọn. Chúng sinh sống ở bang Nam Carolina - Mỹ và hiện còn 300 cá thể tồn tại. Tiến sĩ Sponenberg cũng chính là người đang duy trì nòi giống cho loài ngựa này. Ngựa đồng lầy Tacky được sử dụng nhiều ở các thuộc địa của Pháp trước đây và có nguồn gốc từ Tây Ban Nha. Hiện nay, chúng chỉ còn khoảng 500 con và đang đứng trước bờ vực tuyệt chủng.
- Ngựa Saddle (American Saddle Horse): pha giống giữa loại Thoroughbred và Morgan. Đây là loại người mà người ta thường dùng cho các buổi trình diễn vì có cái cổ cao thẳng đứng trông rất quý phái. Màu thường là màu hạt dẻ, màu nâu hay đen; mặt hay chân thường có những khoang trắng. Cao khoảng 1.5 m tới 1.6 m và nặng khoảng 450 kg.
- Ngựa Morgan: là một trong những giống ngựa sớm được gây giống tại Mỹ. Đây là giống ngựa có ngoại hình tương đối gọn, thường có màu lông đen hoặc màu hạt dẻ. Loại ngựa này thuộc dòng dõi con cháu của một con ngựa đực đen tên Justin Morgan ở cuối thế kỷ 18 tại tiểu bang Vermont. Trước đây loại này được dùng để kéo xe nhẹ chở người, sau này được dùng như loại ngựa cưỡi yên và dùng trong các nông trại. Cao khoảng 1.5 mét và nặng khoảng 500 kg. Thường là màu hồng, hạt dẻ hay màu đen.
- Ngựa Andalucia là giống ngựa Tây Ban Nha thuần chủng, được biết đến với sức mạnh của một con ngựa chiến, và được đánh giá cao bởi giới quý tộc.
- Ngựa hổ (Tiger Horse): Mặc dù mang danh là ngựa hổ nhưng Tiger Horse không có sọc vằn nào trên người, tuy đôi khi một vài con cá biệt có sọc vằn ở móng guốc. Loài ngựa này là con lai của ngựa Bắc Phi (Garb) và ngựa hoang. Hiện giống Tiger Horse chưa bị tuyệt chủng nhưng mỗi năm chỉ có tám con ngựa con chào đời, một con số khá khiêm tốn. Hồi năm 2005, chỉ còn lại 50 cá thể ngựa hổ trên Trái Đất.
- Ngựa kem (Cream) là giống ngựa quý ở Mỹ với màu lông hồng nhạt như kem, đôi mắt hổ phách từng được sử dụng để kéo xe những năm 1900 cho quý tộc nước Mỹ.
- Ngựa Quarter: Loại này được pha giống ở Mỹ giữa loại Thoroughbreds và loại ngựa Tây Ban Nha. Chúng được dùng để đua những cuộc đua một phần tư (quater) dặm, và cũng vì vậy mà được gọi là Quater Horse. Loại này chạy nhanh hơn cả Thoroughbred trong những khoảng đua ngắn. Cao khoảng 1.5 mét tới 1.6 mét và nặng khoảng 450 kg, ngực rộng nhưng cổ ngắn. Thường là một màu. Loại ngựa này hay được dùng để chăn nuôi gia súc như bò ở các nông trại, người ta cưỡi chúng để chặn ngang mặt các con vật gia súc đang đi lạc ra khỏi đàn, khiến những con vật này phải đi trở lại vào đàn.
- Mustang là một giống ngựa sinh sống tự do ở vùng phía tây Bắc Mỹ lần đầu có nguồn gốc từ ngựa được người Tây Ban Nha mang đến châu Mỹ.
- Ngựa Abaco Barb: loài ngựa này được nuôi phổ biến ở quần đảo Bahamas, do nhà thám hiểm nổi tiếng Columbus phát hiện vào năm 1493. Những con ngựa hoang đầu tiên xuất hiện trên đảo Great Abaco, phía bắc Bahamas những năm 1800, đến nay, chỉ còn năm con ngựa giống Abaco Barb sót lại nhưng tất cả đều mất khả năng sinh sản.
- Andravida: Giống ngựa bắt nguồn từ Hy Lạp này hầu như sắp tuyệt chủng. Chúng được gọi bằng cái tên Illia hoặc Greek và chỉ còn duy nhất một con ngựa giống vào những năm 1990. Nó là con lai của giống ngựa Anglo-Normons (ngựa lai Anh) và ngựa địa phương.
- Ngựa Friesian là giống ngựa khá duyên dáng và nhanh nhẹn. Kích thước của giống ngựa này cho phép chúng trông như một hiệp sĩ cườn tráng trong bộ áo giáp.
- Ngựa Chocktaw: Còn được gọi là ngựa Ấn Độ Chocktaw, chúng có thân hình nhỏ con và bộ lông nhiều màu sắc. Loài ngựa Chocktaw có nguồn gốc từ Tây Ban Nha. Vào những năm 1950, số lượng còn lại của giống ngựa này là 200 con, được Tiến sĩ Phillip Sponenberg - nhà di truyền học động vật nổi tiếng - giúp đỡ duy trì và phát triển các cá thể còn sống sót.
- Ngựa Quả Hạ (Guoxia): Đây là giống ngựa Trung Quốc nhỏ, chỉ cao khoảng 10 gang tay. Năm 1981, loài ngựa này còn 390 con và được một hiệp hội quản lý ngựa nhân giống. Tuy nhiên đến năm 1995, loài ngựa này biến mất không còn vết tích và hiện tại, người ta chưa thấy chúng xuất hiện trở lại.
- Giống ngựa lùn Miniature, ngựa thấp bé nhất thế giới này chỉ đạt chiều cao 44 cm, ngựa nặng dưới 27 kg.
- Ngựa đốm (Ngựa Dalmatian) là giống ngựa hiếm, chỉ có ít hơn 200 con được sinh ra ở Anh mỗi năm. Những chú ngựa tuyệt vời này được ước chừng xuất hiện cách thời hiện đại ít nhất 25.000 năm.
- Ngựa Gypsy: là một giống ngựa nhỏ, với nhiều lông chân. Giống ngựa này nổi bật với hai màu lông phổ biến là màu đen và trắng.
- Ngựa giống tiêu chuẩn (Stardardbreds): Loại ngựa này được pha giống giữa loại Thoroughbreds với loại Morgan và với những loại ngựa nhanh khác đầu thế kỷ 19. Được dùng trong các cuộc đua xe ngựa hai bánh. Vì là con cháu của Thoroughbred nên trông rất giống Thoroughbred trừ cặp chân ngắn hơn. Đủ loại màu sắc. Cao khoảng 1.6 mét và nặng khoảng 450 kg.
- Ngựa Percheron: Gây giống từ miền Tây Bắc Pháp, có chút huyết thống của loài Arabian. Tuy thuộc loại to lớn nhưng chúng cũng rất tốt cho việc dùng để cưỡi. Được các chàng kỵ sĩ cưỡi thời Trung Cổ và sau này dùng để kéo hàng. Hiện nay thường được dùng trong các đoàn xiệc. Cao khoảng 1.6 m và nặng khoảng 900 kg. Mầu thường là mầy đen hay màu xám.
- Ngựa Anh: Là nòi ngựa có tầm vóc to lớn, cao 1,4-1,5m, nặng 350–400 kg, màu đỏ nâu (còn gọi là ngựa hồng) hoặc màu trắng muốt (ngựa bạch), thân hình cân đối, chắc khỏe. Vì thế mà đế quốc Anh trước kia hùng mạnh vào bậc nhất thế giới nhờ có đội kỵ binh khá mạnh và thiện chiến này. Hiện nòi ngựa Anh là nòi ngựa đua được ưa thích.
- Ngựa Bỉ (Belgian): thuộc loại một trong những loại ngựa làm việc lớn con nhất. Dòng giống con cháu của loài ngựa Âu Châu, và rất phổ biến thời Trung Cổ. Vào thế kỷ 15 và 16, chúng được xuất cảng từ Belgium qua các nước lân cận ở Âu Châu. Loại này nhìn vạn vỡ và rất khoẻ. Cao khoảng 1.7 m tới 1.8 m và nặng khoảng 900 kg tới 1200 kg.
- Ngựa Marwari là một giống ngựa quý hiếm của Ấn Độ, nổi tiếng với tính tình hướng nội.
- Ngựa lùn xứ Uyên (Welsh Pony): Giống ngựa này phát xuất từ Âu Châu ở vùng Saxony thuộc tỉnh Wales, nước Anh. Có những đặc điểm của ngựa Arabian và Thoroughbred. Thường dùng để cưỡi con nít và làm những công việc nhẹ. Khi mắc yên cương để cưỡi, nó có dáng giống như loại Satandardbred lúc chạy nước kiệu. Cao hơn loại Shetland, khoảng 1.2 m. Thường là một màu xám, trắng hay màu hạt dẻ.
- Ngựa Clydesdale: Gây giống ở vùng Scotland. Có dáng đi rất đẹp và nhún nhẩy. Các nhà thương buôn rất thích loại ngựa này dùng để chở hàng. Cao khoảng 1.6 m vànặng khoảng 800 kg. Mầu nâu xậm hay màu bay. Có những khoang trắng ở mặt hay chân.
- Ngựa Rottal: Giống ngựa thuần chủng Đức có thể đã biến mất trước năm 1960. Loài phổ biến nhất là ngựa Rottaler, cao và nặng nhất trong tất cả các giống Rottal được đề cập, là tiền đề cho loài ngựa Bavarian Warmblood nhẹ và cao hơn ra đời sau này. Một số thông tin cho rằng ngựa Bavarian Warmblood cũng thuộc chủng Rottal. Hiện chỉ còn 20 con Rottal đang được nhân giống ở bang Bavaria, Đức.
- Ngựa Sorraia: Là họ hàng của loài ngựa Tarpan (đã bị tuyệt chủng), những con ngựa Sorraia đến từ Tây Ban Nha và Bồ Đào Nha cũng sắp chịu chung số phận hẩm hiu. Chúng có thân hình nhỏ và sống ở đồng bằng nhưng tính tình cực kỳ hung dữ.
- Ngựa Caspian là báu vật của Iran, xuất hiện trong nghệ thuật có niên đại 3000 năm trước Công Nguyên và tưởng chừng đã tuyệt chủng cho đến năm 1965. Một quý tộc Iran đã phát hiện con cháu loài ngựa này vẫn tồn tại ở biển Caspian và đã nhân giống chúng.
- Ngựa Thessalian hay ngựa Thessalys: Giống ngựa cổ đại xuất hiện trong các câu chuyện thần thoại Hy Lạp từ thời xa xưa. Một trong số đó là con ngựa đầu bò Bucephalus nổi tiếng của Alexander Đại đế, được cho là thuộc loài Thessalonian. Nhỏ, dẻo dai và tinh nghịch là những đặc điểm nổi bật của giống ngựa này. Tuy đã bị tuyệt chủng nhưng tại Ả Rập, vẫn còn tồn tại những cá thể gần giống với loài Thessalonian.
- Ngựa Haflinger, hay còn gọi là ngựa Avelignese, là một giống ngựa được phát triển tại Áo và miền bắc Italia. Ngựa Haflinger tương đối nhỏ, có bộ lông màu hạt dẻ, dáng đi đặc biệt tràn đầy năng lượng.
- Ngựa Tokara: Giống ngựa nhỏ, cao khoảng 12 gang tay xuất xứ từ Nhật Bản và được xếp vào di sản quốc gia ở xứ sở hoa anh đào từ năm 1953. Đến năm 1954, chỉ còn duy nhất một con ngựa thuần chủng còn sót lại. Trải qua quá trình lai tạo, hiện có hơn 100 con Tokara sống rải rác trên khắp nước Nhật.
- Ngựa Hackney vẫn được coi trọng bởi tốc độ, vẻ đẹp của chúng. Những năm 1800 giống ngựa này được sử dụng để kéo xe trước khi đầu máy hơi nước ra đời ở Anh. Số lượng chúng giảm nhanh sau chiến tranh thế giới.
- Ngựa vịnh Cleveland tồn tại lâu đời nhất ở nước Anh. Nữ hoàng Elizabeth đã cho bảo tồn giống ngựa này để sử dụng trong đua ngựa ở các kỳ thế vận hội. Nhưng số lượng chúng vẫn giảm đi nhiều.
- Ngựa lùn Newfoundland giống như bao ngựa quý khác ban đầu được chăm sóc ở các nước thuộc địa để phục vụ nông nghiệp bởi khả năng chống chọi thời tiết khắc nghiệt ở Canada. Hiện nay chỉ còn khoảng 400 con còn sống trên thế giới.
- Ngựa Tsushima, một giống ngựa Nhật Bản
- Ngựa Shire chỉ còn khoảng 2000 con sống trong sự bảo tồn của các tổ chức động vật. Tên gọi của chúng bắt nguồn từ vùng nông thôn Shires của Anh nơi chúng được phát hiện lần đầu tiên.
- Ngựa Suffolk có màu lông hạt dẻ cam sáng, hiện nay chỉ còn 600 cá thể đang được nhân giống và bảo vệ ở Mỹ. Chúng là những con ngựa tuyệt đẹp mà nhiều tay chơi ngựa sành điệu muốn sở hữu.
- Ngựa Lipizzan giống ngựa gốc Slovenia được nuôi tại trường dạy cưỡi ngựa Tây Ban Nha ở Vienne, Áo.
- Giống ngựa Yonaguni
- Giống ngựa Gelding của Bỉ
- Giống ngựa Kingston
- Giống ngựa Skyros
- Giống ngựa Cossak
- Giống ngựa Ba Lan (Konik)